# Punta del Xoriguer
La Punta del Xoriguer és una muntanya de 629 metres que es troba al municipi de Juncosa, a la comarca catalana de les Garrigues.